# Ida Hoff
Adelaide „Ida“ Hoff (* 8. Januar 1880 in Moskau; † 5. August 1952 in Bern, urspr. USA, eingebürgert 1908 in Damvant, Kanton Jura) war eine frühe Schweizer Ärztin mit eigener Praxis und Frauenrechtlerin.

## Leben und Wirken

### Herkunft und Familie
Adelaide „Ida“ Hoff war die Tochter des Siegfried, deutsch-amerikanischen Zahnarztes und Kaufmanns, der in Russland vermutlich dank der Hoff’schen Malz-Präparate zu Geld kam. Die Familie war jüdischen Glaubens. Die baltische Mutter, Anna Naschatier, zog mit ihrer Tochter nach der Trennung (Scheidung erst 1890) in die Schweiz. Nach dem Vorbild guter Bekannter reihte sie sich in Zürich in die große Kolonie russischer Studentinnen ein, konnte aber wegen ungenügender Vorbildung den Literatur- und Philosophievorlesungen nur als Hörerin folgen. Ihre Tochter Ida hingegen sollte ernsthaft ausgebildet werden. Anna und Ida Hoff zogen nach Bern. Am Berner Gymnasium, das Ida 1899 mit der Matura abschloss, hatte sie nur eine einzige Kollegin: Clara Winnicki, die spätere erste Apothekerin der Schweiz.

### Ausbildung und Beruf
Hoff studierte ab 1899 Medizin in Bern. Nach bestandenem Staatsexamen von 1905 bildete sie sich in Berlin weiter und promovierte 1906 beim Berner Pathologen Theodor Langhans mit einem Beitrag zur Histologie der Schwangerschaft. Der Internist Hermann Sahli akzeptierte Adelaide Hoff als seine erste weibliche Assistentin bzw. als Oberärztin. Ab 1911 betrieb sie in Bern eine Praxis für Innere Medizin. 1913 bis 1945 war Ida Hoff Berns 1. Schulärztin. Sie förderte die Heilgymnastik und die Prophylaxe gegen Kropf und Tuberkulose.

### Frauenrechtlerin
Ida Hoff setzte sich früh für Frauenanliegen, insbesondere das Schweizer Frauenstimm- und -wahlrecht ein. Sie engagierte sich im Berner Studentinnenverein, der für „gleiche Rechte – gleiche Pflichten“ focht. Hoff war Vorstandsmitglied des Berner Frauenstimmrechtsverein. 1921 beteiligte sie sich am Zweiten Schweizerischen Kongress für Fraueninteressen. 1928 arbeitete sie an der Ersten Schweizerischen Ausstellung für Frauenarbeit (SAFFA) mit, wo auch ihre Arbeit als Schulärztin in einem Fries bildlich gewürdigt wurde. Politisch unterstützte sie die 1933-Bewegung Frau und Demokratie, die gegen rechtsradikale Fronten und für die Demokratie einstand. Sozialpolitisch setzte sich Hoff für die in der Schweiz 1948 eingeführte Alters- und Hinterlassenen-Versicherung AHV ein.

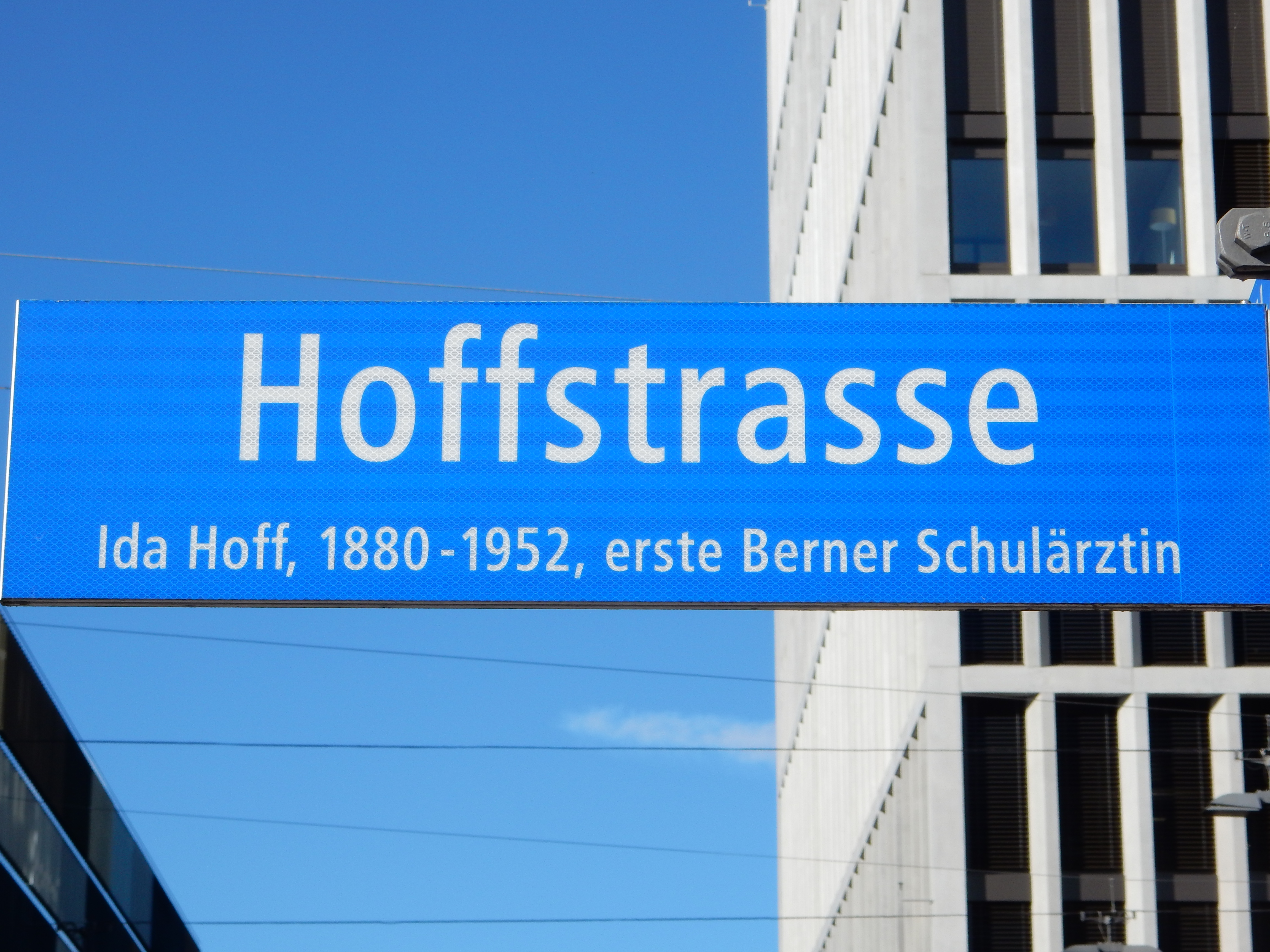
Eine Strasse in Bern erinnert an Ida Hoff

### Privatleben
Hoff fuhr als eine der ersten Frauen in Bern beruflich wie privat ein Auto. Sie begeisterte sich für Natur und Malerei und war die lebenslange Partnerin der ersten regulären Professorin, Anna Tumarkin. Mit der Philosophin bildete sie eine Wohn-, Grab- und Erbgemeinschaft.